# Жозеф Алцін
Жозеф Алцін (фр. Joseph Alzin, 18 грудня 1893 — 2 вересня 1930) — французький важкоатлет.
Срібний призер Олімпійських Ігор 1920 року в важкій вазі.